# Polska Formuła Easter Sezon 1983
1983 – dziewiąty sezon Polskiej Formuły Easter. Był rozgrywany w ramach WSMP jako klasa 6. Składał się z pięciu eliminacji. Mistrzem został Andrzej Hołowiej (MTX 1-03).

## Kalendarz wyścigów
| Runda | Data        | Tor    | Pole position    | Najszybsze okrążenie | Zwycięzca (kierowcy) | Zwycięzca (zespoły)    |
| ----- | ----------- | ------ | ---------------- | -------------------- | -------------------- | ---------------------- |
| 1     | 8 maja      | Poznań | Jacek Szmidt     | ?                    | Jacek Szmidt         | Automobilklub Toruński |
| 2     | 29 maja     | Kielce | Andrzej Hołowiej | Jacek Szmidt         | Andrzej Hołowiej     | GAMK Budowlani Gdańsk  |
| 3     | 3 lipca     | Poznań | Jacek Szmidt     | ?                    | Andrzej Hołowiej     | GAMK Budowlani Gdańsk  |
| 4     | 4 września  | Toruń  | Andrzej Hołowiej | Andrzej Hołowiej     | Andrzej Hołowiej     | GAMK Budowlani Gdańsk  |
| 5     | 25 września | Kielce | ?                | ?                    | Andrzej Hołowiej     | GAMK Budowlani Gdańsk  |

## Klasyfikacja kierowców
| Legenda oznaczeń w tabelach wyników Wyświetl szablon na nowej stronie | Legenda oznaczeń w tabelach wyników Wyświetl szablon na nowej stronie                                                                     |
| Oznaczenie                                                            | Wyjaśnienie |
| --------------------------------------------------------------------- | --- |
| Złoty                                                                 | Zwycięzca lub mistrzostwo |
| Srebrny                                                               | 2. miejsce lub wicemistrzostwo |
| Brązowy                                                               | 3. miejsce lub II wicemistrzostwo |
| Zielony                                                               | Ukończył, punktował (w klasyfikacji generalnej, gdy zdobył co najmniej jeden punkt na przestrzeni sezonu, poza trzema powyższymi opcjami) |
| Niebieski                                                             | Ukończył, nie punktował (w klasyfikacji generalnej, gdy nie zdobył co najmniej jednego punktu na przestrzeni sezonu)                      |
| Czerwony                                                              | Nie zakwalifikował się (NZ) |
| Czerwony                                                              | Nie prekwalifikował się (NPK) |
| Różowy                                                                | Nie ukończył (NU) |
| Różowy                                                                | Niesklasyfikowany (NS) (w klasyfikacji generalnej, gdy nie został sklasyfikowany w żadnym wyścigu sezonu)                                 |
| Czarny                                                                | Zdyskwalifikowany (DK) |
| Czarny                                                                | Wykluczony (WYK/EX) |
| Biały                                                                 | Nie wystartował (NW) |
| Biały                                                                 | Kontuzjowany (K/INJ) |
| Biały                                                                 | Wyścig odwołany (OD/C) |
| Bez koloru                                                            | Został wycofany (WYC/WD) |
| Bez koloru                                                            | Nie przybył (NP/DNA) |
| Bez koloru                                                            | Nie brał udziału w treningach (NT/DNP) |
| Bez koloru                                                            | Nie został zgłoszony (–) |
| Pogrubienie                                                           | Start z pole position |
| Kursywa                                                               | Najszybsze okrążenie wyścigu |
| †                                                                     | Nie ukończył, ale jego rezultat został zaliczony ze względu na przejechanie więcej niż 90% dystansu wyścigu.                              |
| *                                                                     | Sezon w trakcie |
| 1/2/3                                                                 | Punktowana pozycja w sprincie kwalifikacyjnym                                                                                             |
| Lista systemów punktacji Formuły 1                                    | |

| Poz. | Kierowca             | Zespół                      | POZ | KIE | POZ | TOR | KIE | Punkty |
| ---- | -------------------- | --------------------------- | --- | --- | --- | --- | --- | ------ |
| 1    | Andrzej Hołowiej     | GAMK Budowlani Gdańsk       | 2   | 1   | 1   | 1   | 1   | 200    |
| 2    | Józef Kiełbania      | Automobilklub Świętokrzyski | -   | 2   | 3   | 4   | 4   | 171    |
| 3    | Jerzy Mazur          | Automobilklub Dolnośląski   | 5   | 3   | 4   | 3   | 3   | 170    |
| 4    | Tomasz Jeromin       | Automobilklub Świętokrzyski | -   | 4   | 11  | 5   | 2   | 161    |
| 5    | Piotr Lenartowicz    | Automobilklub Świętokrzyski | 7   | 7   | 6   | 6   | 9   | 154    |
| 6    | Stefan Duda          | Automobilklub Warszawski    | 8   | NU  | 13  | 7   | 10  | 142    |
| 7    | Jacek Szmidt         | Automobilklub Toruński      | 1   | NU  | 2   | 2   | NU  | 142    |
| 8    | Jacek Jurzak         | Automobilklub Śląski        | 3   | NU  | 5   | NU  | 5   | 123    |
| 9    | Andrzej Sumara       | Automobilklub Morski        | -   | 8   | 7   | -   | 6   | 114    |
| 10   | Józef Gutmacher      | Automobilklub Śląski        | 6   | 10  | 10  | -   | -   | 109    |
| 11   | Christian Grochowski | Automobilklub Warszawski    | 4   | 5   | -   | -   | -   | 81     |
| 12   | Hieronim Kochański   | Automobilklub Warszawski    | -   | 6   | 9   | -   | -   | 75     |
| 13   | Marek Obarski        | Automobilklub Wielkopolski  | -   | 9   | -   | NU  | 7   | 74     |
| 14   | Wiesław Mikołajczyk  | Automobilklub Śląski        | 9   | -   | 8   | NU  | -   | 73     |
| 15   | Krzysztof Kilka      | Automobilklub Śląski        | -   | -   | 12  | 8   | NU  | 70     |
| 16   | Jan Kościuszko       | Automobilklub Krakowski     | -   | -   | -   | -   | 8   | 37     |
| NS   | Marek Głowacki       | Automobilklub Szczeciński   | -   | NU  | -   | NU  | NU  | 0      |